# Radoslav Ragač
Radoslav Ragač (Zólyom, 1975) szlovák történész, levéltáros, a Szlovák Nemzeti Levéltár igazgatója.

## Élete
A zólyomi Ľudovít Štúr Gimnáziumban végzett, majd 1998-ban elvégezte a Comenius Egyetem levéltár-történelem szakát. Ekkor lett a Szlovák Nemzeti Levéltár munkatársa. 1999-től a pozsonyi állami levéltár, 2003-tól a Nemzet Emlékezete Intézet levéltárának munkatársa, majd igazgatója lett. 2002-ben kisdoktorit, 2007-ben PhD fokozatot szerzett a Comenius Egyetemen.
Részt vett Zólyom-Pusztavár ásatásán. 2000-ben és 2006-ban franciaországi tanulmányúton volt. 2008 júniusától a Szlovák Nemzeti Levéltár igazgatója. A Szlovák Levéltárosok Társaságának és a Szlovák Genealógiai-Heraldikai Társaság tagja.

## Művei
- 2000 Príspevok k problematike existencie kláštorného hospica a Kostola sv. Ducha v Slovenskej Ľupči. In: Archaeologia historica 25, 233–244. (tsz. Václav Hanuliak)
- 2004 Šľachta Bratislavskej stolice. (társszerző Denis Pongrácz - Strešňák Gábor - Tomáš Tandlich)
- 2007 Genealogicko-heraldická analýza albumu donátorov Loretánskej kaplnky bratislavského františkánskeho konventu. (disszertáció)
- 2008 Pozsony vármegye nemes családjai. Debrecen. (társszerző)
- 2008 Nové poznatky o stavebných aktivitách v okolí farského Kostola sv. Alžbety vo Zvolene. Historica XLVII.
- 2010 Stará Turá - naše mesto. (tsz.) ISBN 978-80-970549-3-9
- 2013 Múzeum a historické vedy. (tsz. Ľuboš Kačírek - Pavol Tišliar) ISBN 978-83-7490-585-5
- Zólyom város intézményeinek és polgárainak hétköznapjai a 16–17. században.
- Príspevok k histórii a stavebným dejinám hradu Tematín v období raného novoveku.